# UCI World Tour
UCI World Tour – cykl najważniejszych zawodów w kolarstwie szosowym, wprowadzony decyzją Międzynarodowej Unii Kolarskiej w 2011, w miejsce dotychczasowego cyklu UCI ProTour. Wcześniej, w latach 2009-2010, istniał pod nazwą UCI World Ranking jako system punktowy dla wyścigów UCI ProTour. W pierwszej edycji obejmował 24 najbardziej prestiżowe wyścigi, a zwycięzcą został Hiszpan Alberto Contador z grupy Astana.

## Punktacja World Tour
Punktacja w latach 2009-2016
| Wyścig | Wyścig | Punkty World Ranking | Punkty World Ranking | Punkty World Ranking | Punkty World Ranking                 |
| Wyścig | Wyścig | 1. miejsce           | 2. miejsce           | 3. miejsce           | Ostatnie punktowane miejsce / punkty |
| --- | --- | -------------------- | -------------------- | -------------------- | ------------------------------------ |
| Tour de France | klasyfikacja gen. etapy | 200 20               | 150 10               | 120 6                | 20. / 4 pkt 5. / 2 pkt               |
| Giro d'Italia Vuelta a España | klasyfikacja gen. etapy | 170 16               | 130 8                | 100 4                | 20. / 2 pkt 5. / 1 pkt               |
| Tour Down Under Paryż-Nicea Tirreno-Adriático Vuelta al País Vasco Tour de Romandie Volta Ciclista a Catalunya Critérium du Dauphiné Tour de Suisse Tour de Pologne Eneco Tour                 | klasyfikacja gen. etapy | 100 6                | 80 4                 | 70 2                 | 10. / 4 pkt 5. / 1 pkt               |
| Mediolan-San Remo Ronde van Vlaanderen Paryż-Roubaix Liège-Bastogne-Liège Giro di Lombardia | Mediolan-San Remo Ronde van Vlaanderen Paryż-Roubaix Liège-Bastogne-Liège Giro di Lombardia | 100                  | 80                   | 70                   | 10. / 4 pkt                          |
| E3 Harelbeke Gandawa-Wevelgem Amstel Gold Race La Flèche Wallonne Clásica de San Sebastián Vattenfall Cyclassics Grand Prix Cycliste de Québec Grand Prix Cycliste de Montréal GP Ouest-France | E3 Harelbeke Gandawa-Wevelgem Amstel Gold Race La Flèche Wallonne Clásica de San Sebastián Vattenfall Cyclassics Grand Prix Cycliste de Québec Grand Prix Cycliste de Montréal GP Ouest-France | 80                   | 60                   | 50                   | 10. / 2 pkt                          |

Punktacja od 2017 roku
| Wyścig | Wyścig | Punkty World Ranking | Punkty World Ranking | Punkty World Ranking | Punkty World Ranking                 |
| Wyścig | Wyścig | 1. miejsce           | 2. miejsce           | 3. miejsce           | ostatnia pozycja premiowana punktami |
| --- | --- | -------------------- | -------------------- | -------------------- | ------------------------------------ |
| Tour de France | klasyfikacja gen etapy | 1000 120             | 800 50               | 675 25               | 60. (10 pkt.) 5. (5 pkt.)            |
| Giro d'Italia Vuelta a España | klasyfikacja gen etapy | 850 100              | 680 40               | 575 20               | 60. (8 pkt.) 5. (4 pkt.)             |
| Tour Down Under Paryż-Nicea Tirreno-Adriático Tour de Romandie Critérium du Dauphiné Tour de Suisse                                                                                         | klasyfikacja gen etapy | 500 60               | 400 25               | 325 10               | 60. (3 pkt.) -                       |
| Volta a Catalunya Vuelta al País Vasco Tour de Pologne Eneco Tour | klasyfikacja gen etapy | 400 50               | 320 20               | 260 8                | 60. (2 pkt.) -                       |
| Abu Dhabi Tour Tour of Turkey Tour of California Tour of Guangxi | klasyfikacja gen etapy | 300 40               | 250 15               | 215 6                | 60. (1 pkt.) -                       |
| Mediolan-San Remo Gandawa-Wevelgem Ronde van Vlaanderen Paryż-Roubaix Amstel Gold Race Liège-Bastogne-Liège Grand Prix Cycliste de Québec Grand Prix Cycliste de Montréal Giro di Lombardia | Mediolan-San Remo Gandawa-Wevelgem Ronde van Vlaanderen Paryż-Roubaix Amstel Gold Race Liège-Bastogne-Liège Grand Prix Cycliste de Québec Grand Prix Cycliste de Montréal Giro di Lombardia | 500                  | 400                  | 325                  | 60. (3 pkt.)                         |
| E3 Harelbeke La Flèche Wallonne Clásica de San Sebastián EuroEyes Cyclassics GP Ouest-France                                                                                                | E3 Harelbeke La Flèche Wallonne Clásica de San Sebastián EuroEyes Cyclassics GP Ouest-France                                                                                                | 400                  | 320                  | 260                  | 60. (2 pkt.)                         |
| Cadel Evans Great Ocean Road Race Omloop Het Nieuwsblad Strade Bianche Dwars door Vlaanderen Rund um den Finanzplatz Eschborn-Frankfurt RideLondon-Surrey Classic                           | Cadel Evans Great Ocean Road Race Omloop Het Nieuwsblad Strade Bianche Dwars door Vlaanderen Rund um den Finanzplatz Eschborn-Frankfurt RideLondon-Surrey Classic                           | 300                  | 250                  | 215                  | 60. (1 pkt.)                         |

## Grupy World Tour w poszczególnych sezonach

### 2011
- Ag2r-La Mondiale
- BMC Racing Team
- Euskaltel-Euskadi
- Garmin-Cervélo
- HTC-Highroad
- Katusha
- Lampre-ISD
- Leopard Trek
- Liquigas-Cannondale
- Movistar Team
- Omega Pharma-Lotto
- Pro Team Astana
- Quick Step Cycling Team
- Rabobank
- Saxo Bank-SunGard
- Team RadioShack
- Team Sky
- Vacansoleil-DCM

### 2012
- Ag2r-La Mondiale
- Pro Team Astana
- BMC Racing Team
- Euskaltel-Euskadi
- FDJ-BigMat
- Garmin-Sharp
- Orica-GreenEDGE
- Team Katusha
- Lampre-ISD
- Liquigas-Cannondale
- Lotto-Belisol
- Movistar Team
- Omega Pharma-Quick Step
- Rabobank Cycling Team
- RadioShack-Nissan
- Sky Procycling
- Team Saxo Bank-Tinkoff Bank
- Vacansoleil-DCM

### 2013
- Ag2r-La Mondiale
- Argos-Shimano
- Pro Team Astana
- Belkin Pro Cycling Team
- BMC Racing Team
- Cannondale
- Euskaltel-Euskadi
- FDJ
- Garmin-Sharp
- Team Katusha
- Lampre-Merida
- Lotto-Belisol
- Movistar Team
- Orica-GreenEDGE
- Omega Pharma-Quick Step
- RadioShack-Nissan
- Sky Procycling
- Team Saxo-Tinkoff
- Vacansoleil-DCM

### 2014
- Ag2r-La Mondiale
- Astana
- Belkin Pro Cycling
- BMC Racing
- Cannondale Pro Cycling
- Europcar
- FDJ.fr
- Garmin-Sharp
- Giant-Shimano
- Katusha
- Lampre-Merida
- Lotto-Belisol
- Movistar
- Orica GreenEDGE
- Omega Pharma-Quick Step
- Team Sky
- Tinkoff-Saxo
- Trek Factory Racing

### 2015
- Ag2r-La Mondiale
- Astana Pro Team
- BMC Racing Team
- Etixx-Quick Step
- FDJ
- IAM Cycling
- Lampre-Merida
- Lotto Soudal
- Movistar Team
- Orica GreenEDGE
- Team Cannondale-Garmin
- Team Giant-Alpecin
- Team Katusha
- Team LottoNL-Jumbo
- Team Sky
- Tinkoff-Saxo
- Trek Factory Racing

### 2016
- Ag2r-La Mondiale
- Astana Pro Team
- BMC Racing Team
- Cannondale-Drapac
- Dimension Data
- Etixx-Quick Step
- FDJ
- Giant-Alpecin
- IAM Cycling
- Katusha
- Lampre-Merida
- LottoNL-Jumbo
- Lotto Soudal
- Movistar
- Orica-BikeExchange
- Team Sky
- Tinkoff
- Trek-Segafredo

### 2017
- Ag2r-La Mondiale
- Astana Pro Team
- Bahrain-Merida
- BMC Racing Team
- Bora-Hansgrohe
- Cannondale-Drapac
- Dimension Data
- Quick-Step Floors
- FDJ
- Katusha-Alpecin
- LottoNL-Jumbo
- Lotto Soudal
- Movistar
- Orica-Scott
- Team Sky
- Team Sunweb
- Trek-Segafredo
- UAE Team Emirates

### 2018
- Ag2r-La Mondiale
- Astana Pro Team
- Bahrain-Merida
- BMC Racing Team
- Bora-Hansgrohe
- Dimension Data
- EF Education First–Drapac
- Quick-Step Floors
- FDJ
- Katusha-Alpecin
- LottoNL-Jumbo
- Lotto Soudal
- Movistar
- Mitchelton-Scott
- Team Sky
- Team Sunweb
- Trek-Segafredo
- UAE Team Emirates

### 2019[2]
- Ag2r-La Mondiale
- Astana Pro Team
- Bahrain-Merida Pro Cycling Team
- Bora-Hansgrohe
- CCC Team
- Deceuninck-Quick Step
- Groupama-FDJ
- Lotto Soudal
- Mitchelton-Scott
- Movistar
- Team Dimension Data
- Team EF Education First–Drapac p/b Cannondale
- Team Jumbo
- Katusha-Alpecin
- Team Ineos
- Team Sunweb
- Trek-Segafredo
- UAE Team Emirates